# Jytte Klausen
Jytte Klausen (født 21. februar 1954), er en dansk faglitterær forfatter samt  forsker med politik som speciale og underviser for nuværende (2013) på Brandeis University i  Massachusetts, USA.
Klausen dimitterede fra Aarhus Universitet, (ph.d.), og har en doktorgrad fra New School for Social Research in New York City USA.

## Kontrovers i forbindelse med forfatterskab
I 2009 opstod der en kontrovers  da Yale University Press besluttede  at slette Muhammed-tegningerne, som var vist i Jyllands-Posten, sammen med alle andre tegninger af Muhammed fra bogen med titlen “The Cartoons that Shook the World," skrevet af Klausen.
Bogen Muhammad: The "Banned" Images, en kannibaliseret udgave, blev udgivet i respons  til Klausens bog.